# NGC 3258E
NGC 3258E is een spiraalvormig sterrenstelsel in het sterrenbeeld Luchtpomp. Het hemelobject ligt in de buurt van NGC 3258, NGC 3258A, NGC 3258B, NGC 3258C en NGC 3258D.

## Synoniemen
- ESO 375-60
- MCG -6-23-51B
- PGC 31131